# Lower Saloum
Lower Saloum ist einer von 35 Distrikten – der zweithöchsten Ebene der Verwaltungsgliederung – im westafrikanischen Staat Gambia. Es ist einer von zehn Distrikten in der Central River Region.
Nach einer Berechnung von 2013 leben dort etwa 12.007 Einwohner, das Ergebnis der letzten veröffentlichten Volkszählung von 2003 betrug 13.524.
Der Name ist von Saloum abgeleitet, einem ehemaligen kleinen Reich.

## Ortschaften
Die zehn größten Orte sind:
- Kau-ur, 1957
- Kaur Touray Kunda, 1421
- Kaur Janneh Kunda, 1136
- Jakha Worr, 660
- Ballangharr Kerr Ndery Touray (auch Balanghar oder Balangar), 561
- Gengi, 551
- Balangharr Hoi, 466
- Gimbala Malick, 345
- Gon Guru, 318
- Simbara Khai, 278

## Bevölkerung
Nach einer Erhebung von 1993 (damalige Volkszählung) stellt die größte Bevölkerungsgruppe die der Wolof mit einem Anteil von rund fünf Zehnteln, gefolgt von den Fula und den Mandinka. Die Verteilung im Detail: 15,9 % Mandinka, 29,1 % Fula, 50,3 % Wolof, 0,5 % Jola, 0,7 % Serahule, 0,7 % Serer, 0 % Aku, 0,5 % Manjago, 0,3 % Bambara und 1,9 % andere Ethnien.